# Эльффорсс, Тереза
Антуанетта Тереза Эльффорсс (швед. Antoinette Thérèse Elfforss, урождённая Эберг (швед. Öberg); 30 ноября 1823, Стокгольм, Швеция — 16 апреля 1905, там же) — шведская актриса и театральный руководитель. С 1869 по 1888 год она управляла передвижной театральной труппой Эльффорсс.

## Ранняя биография
Тереза Эберг родилась в Стокгольме, в семье владельца фабрики Андерса Эберга и Марии Элисабет Каннстрём. Она была ученицей школы Королевского балета Швеции с 1837 года и Драматической актёрской школы (швед. Dramatens elevskola) с 1839 года.

## Карьера
Тереза активно работала в Королевском драматическом театре в 1837—1842 годах. С 1842 по 1846 год она играла в Новом театре (швед. Nya teatern). В 1847 году она вышла замуж за актёра Ларса Эрика Эльффорсса (1817—1869), руководителя его собственной недавно созданной театральной труппы. Впоследствии она выступала под псевдонимом Тереза Эльффорсс. Тереза была актрисой бродячей театральной труппы Эльффорс и с 1886—1888 годов была её директором. Она взяла на себя руководство театральной труппой во время болезни мужа и формально после его смерти в 1869 году.
Как актриса, Тереза Эльффорсс начинала с ролей инженю и героинь, но затем перешла к изображению персонажей в современных скандинавских и зарубежных пьесах неореалистического движения. По словам одного критика: «её спектакли отличались одухотворённостью, мелкими деталями, живой жизненной силой», и в знак признания её талантов ей дали прозвище «Элиса Хвассер из сельской местности», в честь знаменитой актрисы Королевского драматического театра, которая в то время считалась величайшей актрисой Швеции.
Тереза Эльффорс пользовалась большим уважением во время своей карьеры, особенно в качестве театрального режиссёра:
«Г-жа Э. была самой известной женщиной театральным режиссёром в Швеции XIX века, а труппа Эльффорсс считалась лучшим передвижным театром в стране в течение 1870-х и 1880-х годов. Её репертуар, а также актёрская игра были на самом высоком уровне, и режиссёры глубоко уважали и любили за её превосходные личные добродетели. Что же касается финансовой стороны дела, то г-жа Э., скорее всего, была исключением среди всех бродячих театральных режиссёров. Она принадлежала к очень немногим из них, кто мог оставить небольшое состояние после своей смерти».
В качестве режиссёра она сфокусировалась на скандинавских пьесах, таких как шведские пьесы Ф. А. Дальгрена, К. Акселя Анрепа, Эмили Лундберг, а также Лоренца Дитрихсона, Бьёрнстьерне Бьёрнсона и Генрика Ибсена. Однако самый большой её финансовый успех имела постановка «Вокруг света за 80 дней» Жюля Верна, и она также ставила менее серьёзные оперетты, потому что во время расцвета труппы Эльффорсс в 1870-х и 1880-х годах популярность оперетт была настолько велика, что такой экономичный и практичный режиссёр, как Эльффорсс не могла игнорировать их
.
Её труппа с успехом выступала в театре Юргордстетерн в Юргордене в Стокгольме, а также гастролировала по Финляндии в 1869, 1870, 1874, 1877 и 1878 годах.
В 1888 году Эльффорсс передала руководство труппой Аугусту Линдбергу (1846—1916), после чего та сменила своё название на театральную труппу Линдберга. Эльффорсс продолжала выступать в труппе Линдеберга до 1893 года. Между 1890 и 1893, труппа Линдберга работала в театре Стора в Гётеборге. Когда в 1893 году труппа Линдберга была распущена, она вместе со своим сыном Юлиусом Эриком Энгельбректом Эльффорссом (1847—1925) вернулась в Стокгольм, где и умерла в 1905 году.